# Spelaeoecia bermudensis
Spelaeoecia bermudensis е вид остракод от семейство Thaumatocyprididae. Видът е критично застрашен от изчезване.

## Разпространение и местообитание
Разпространен е в Бермудски острови.
Среща се на дълбочина около 3 m, при температура на водата около 23 °C и соленост 36,5 ‰.